# Diois

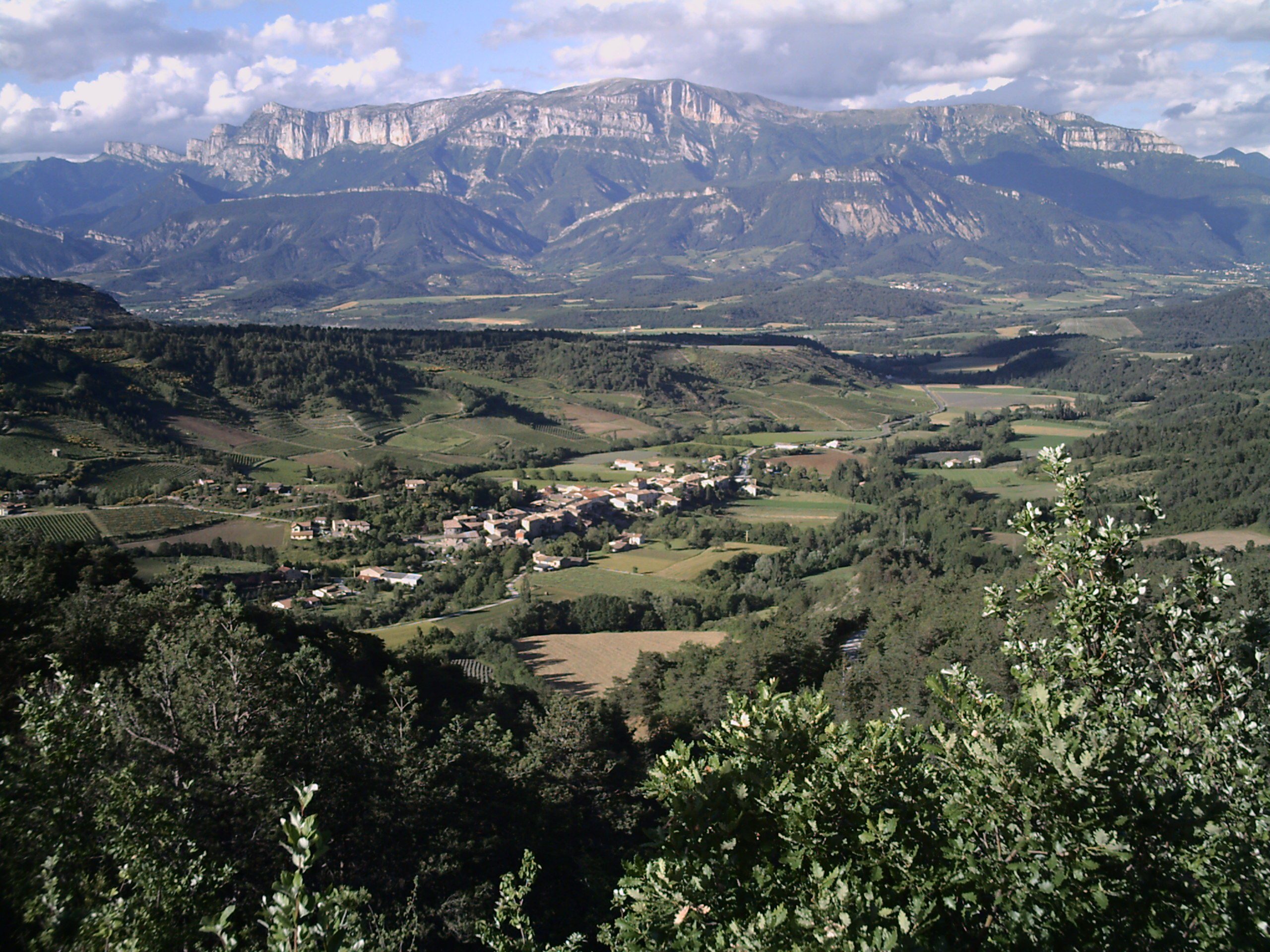
Das Diois von Barnave aus gesehen

 Das Diois ist eine Naturlandschaft und historische Region im heutigen französischen Département Drôme. Sie gehört zu den provenzalischen Voralpen und bildet das Einzugsgebiet der Drôme. Geografisch besteht das Diois aus dem Süden des Vercors-Massifs  und dem Norden des Diois-Massivs. Zwei Drittel des Diois sind Bestandteil des Regionalen Naturparks Vercors.
Hauptstadt des Diois ist Die am Fuß des Glandasse (2041 Meter). Nach dem Diois ist zudem die Communauté de communes du Diois mit 52 Gemeinden und gut 11000 Einwohnern benannt.

## Geschichte
Das Diois war in der Antike von den Vocontii bewohnt, deren Hauptorte Luc-en-Diois für die nördlichen und Vaison-la-Romaine für die südlichen Vocontii, später Dea Augusta Vocontiorum, das heutige Die, für das gesamte Volk waren. Im 10. Jahrhundert unterstand die Landschaft dem Grafen von Toulouse als Markgraf der Provence. 1189 wurde das Diois an Aymar II. von Poitier gegeben, der es mit dem Valentinois vereinigte. Die Entscheidung führte zu einer zwei Jahrhunderte andauernden Auseinandersetzung mit dem Bischof von Die, die dem Haus Poitiers-Valentinois die Hoheit über das Gebiet streitig machten. 1404 wurde das Diois an König Karl VI. von Frankreich verkaufte, der es 1426 mit der Dauphiné vereinigte. Der spätere König Ludwig XI. teilte das Gebiet in zwei Bailliages und eine Sénéchaussée auf und tilgte damit jede Spur von Selbstständigkeit im Diois.

## Wichtige Orte
- Châtillon-en-Diois,
- Die
- Glandage
- Luc-en-Diois
- La Motte-Chalancon
- Pontaix
- Saillans
- Saint-Benoit-en-Diois
- Valdrôme
- Vercheny

## Produkte
- Clairette de Die (AOC 1942)
- Crémant de Die (AOC 1993)
- Coteau de Die (AOC 1993)
- Châtillon en Diois (AOC 1975)